# Ethel Thomson Larcombe
Ethel Warneford Thomson, zamężna Larcombe (ur. 8 czerwca 1879 w Islington, zm. 11 sierpnia 1965 w Budleigh Salterton) – brytyjska tenisistka, zwyciężczyni Wimbledonu.
Wielokrotna uczestniczka turnieju wimbledońskiego przed I wojną światową i w pierwszych latach powojennych, swój jedyny tytuł w grze pojedynczej zdobyła w 1912. W finale turnieju pretendentek (All Comers) pokonała 42-letnią Charlotte Sterry, a do właściwego finału (challenge round) nie doszło ze względu na nieobecność broniącej tytułu Dorothei Douglass Chambers. Thomson, od 1906 występująca pod małżeńskim nazwiskiem Larcombe, występowała ponadto w finałach w 1903 i 1914, w obu przypadkach przegrywając z Douglass. W 1919 na Wimbledonie uległa późniejszej zwyciężczyni Francuzce Suzanne Lenglen.
Na turnieju wimbledońskim triumfowała także w grze mieszanej. Do 1913 konkurencja ta była rozgrywana nieoficjalnie, a Thomson triumfowała w 1903, 1904 (z Sidneyem Smithem) i 1912 (z Jamesem Parke). Mikst Larcombe / Parke był także w finale pierwszej edycji oficjalnej gry mieszanej w 1913 (skreczowali w drugim secie), a w 1914 odniósł zwycięstwo (w finale pokonali Tony Wildinga i Marguerite Broquedis). Ponadto Larcombe z Edith Boucher Hannam przegrała finał debla w 1914 do pary Agnes Morton i Elizabeth Ryan.
Thomson Larcombe mogła się także pochwalić mistrzostwem Irlandii w singlu i mikście (1912), mistrzostwem Szkocji w singlu i mikście (1910, 1911, 1912) oraz deblu (1910 i 1912). Sukcesy odnosiła nie tylko w tenisie, była wielkokrotną mistrzynią Anglii w badmintonie (pięć razy w grze pojedynczej, cztery razy w grze podwójnej, dwa razy w grze mieszanej). W 1922 zakończyła karierę amatorską i została zawodową trenerką tenisa.
Jej mąż, major Dudley Larcombe, pełnił w latach 1925–1939 funkcję sekretarza All England Club, organizatora turniejów wimbledońskich.
Osiągnięcia w turnieju wimbledońskim:
- gra pojedyncza
  - wygrana 1912
  - finały 1903, 1914
- gra podwójna
  - finał 1914, 1919, 1920 (z Edith Boucher Hannam)
- gra mieszana
  - wygrane 1903, 1904 (obie z Sidneyem Smithem), 1912 (z Jamesem Parke, wszystkie edycje nieoficjalne), 1914 (z Jamesem Parke)
  - finał 1913 (z Jamesem Parke)

Występy w challenge round na Wimbledonie:
- 1903 – 6:4, 4:6, 2:6 z Dorotheą Douglass (All Comers)
- 1912 – 6:3, 6:1 z Charlotte Sterry
- 1914 – 5:7, 4:6 z Dorotheą Douglass Chambers